# ノギテカン
ノギテカン（Nogitecan (JAN)）またはトポテカン（Topotecan (USAN)）はトポイソメラーゼ阻害薬に分類される薬剤であり、癌化学療法に用いられる。
水溶性のカンプトテシン類縁物質である。
小細胞肺癌、卵巣癌、子宮頸癌などへの使用が承認されている。

## 効能・効果
日本で承認されている効能・効果は、以下の4つである:1。
- 小細胞肺癌（2000年12月）
- 癌化学療法後に増悪した卵巣癌（2011年2月）
- 小児悪性固形腫瘍（2013年6月）
- 進行または再発の子宮頸癌（2015年11月）

アメリカ合衆国では、以下の3種について使用承認されている。
- 卵巣癌 (1996年5月
- 子宮頸癌 (2006年6月)[5]
- 小細胞肺癌 (SCLC) (2007年10月)[6][7]

## 未承認の効果
2016年時点では、神経芽腫、脳幹部神経膠腫、ユーイング肉腫、アンジェルマン症候群に対して実験が行われている。また、非小細胞肺癌、大腸癌、乳癌、非ホジキンリンパ腫、子宮内膜癌、乏突起膠腫に対して実験的治療が行われている。

### アンジェルマン症候群
アンジェルマン症候群は、重度の発達遅延、痙攣、言語障害、身体障害を特徴とする神経遺伝学的疾患である。エピジェネティックな疾患であり、従来の治療法は対症療法である。この疾患は、ユビキチン-タンパク質リガーゼE3Aの母方の対立遺伝子の欠失または突然変異によって引き起こされる。UBE3Aはほとんどの体組織で発現しているが、神経細胞では母方の遺伝子コピーのみが発現しているという特徴がある。UBE3Aは15番染色体上に位置し、父方のコピーは遺伝的に刷り込まれ、アンチセンスRNAの転写によってサイレンシングされる。母方の遺伝子のコピーコントロールセンターはメチル化されており、アンチセンス方向の転写を抑制しているが、父方のコピーコントロールセンターはメチル化されていない。
治療では、父方の対立遺伝子のサイレンシングを解除し、正常な父方のUBE3A対立遺伝子が転写されるように調整する。UBE3Aは、通常の機能では、ユビキチン鎖をタンパク質に付加し、不要なタンパク質や損傷を受けたタンパク質をプロテアソームによる分解の対象としてマーキングする。
16種のトポイソメラーゼ阻害剤は、父方のUBE3Aのサイレンシングを解除する。トポイソメラーゼは、DNAの巻き戻しを制御する酵素である。この16種類の阻害剤のうち、ノギテカンが最も強くUBE3Aのアップレギュレーションを誘導することが判明した。酵素はDNAに結合してリン酸骨格を切断し、DNAの巻き戻しを可能にする。ノギテカンは、父方のUBE2A対立遺伝子のアンチセンス転写を減少させることにより、サイレンシング解除を行う。ノギテカンは、トポイソメラーゼIを阻害することで、マウスの培養神経細胞においてUBE3Aのレベルを野生型の範囲に回復させる。
UBE3Aに蛍光タグを付けた遺伝子組み換えマウスを用いて、父方のコピーのサイレンシングを解除する効果を検証した。in vivo でマウスを用いて試験したところ、ノギテカンは海馬、線条体、大脳皮質に影響を与えたが、高用量（21.6μg/hr、5日間）を投与しない限り小脳には影響を与えなかった。この研究では、トポイソメラーゼ阻害剤が正常に機能するUBE3Aタンパク質を産生する可能性が示唆された。アンジェルマン症候群による症状のほとんどは、従来、言語療法、理学療法、作業療法によって治療されてきた。痙攣はアンジェルマン症候群の一般的な症状であるため、抗痙攣薬が処方されることが多い。これらの治療法は症状のみを対象としている。

## 由来
ノギテカンは、カンレンボク（Camptotheca acuminata）の樹皮から抽出された天然物であるカンプトテシンの半合成誘導体である:1。

## 作用機序
トポイソメラーゼ-Iは、一本鎖切断を開いてDNAの捻れ歪（DNA超螺旋）を解消する核内酵素である。トポイソメラーゼ-Iが一本鎖の切れ目を作ると、DNAは進行する複製フォークの前で回転することができる。生理的環境では、ノギテカンは不活性なカルボン酸塩の形で平衡状態にある。ノギテカンの活性ラクトン型は、トポイソメラーゼ-I切断複合体のDNA塩基間に侵入する。ノギテカンが切断複合体に結合することで、トポイソメラーゼ-IがDNAを解きほぐした後に、傷ついたDNA鎖を再結合することができなくなる。このインターカレーションにより、トポイソメラーゼ-Iは切断複合体の中でDNAに結合したまま捕捉される。閉じ込められたトポイソメラーゼ-Iに複製フォークが衝突すると、DNAに損傷が生じる。壊れていないDNAの鎖は切断され、哺乳類の細胞はこの二重鎖切断を効率的に修復することができない。トラップされたトポイソメラーゼ-I複合体の蓄積は、アポトーシス刺激に対する反応として知られている。この混乱によりDNA複製が妨げられ、最終的にはアポトーシスに至る。ノギテカンを投与すると、標的であるトポイソメラーゼ-Iの発現が抑制されるため、有効性を最大限に高め、関連する毒性を最小限に抑えるように投与量が調節される。ノギテカンは、進展型小細胞肺癌のファーストライン治療として、パクリタキセルと併用されることが多い。

## 副作用

### 警告
一般に細胞毒性を持つ抗癌剤は骨髄抑制を引き起こすものが多いが、ノギテカンは特に骨髄抑制が強いものとして警告欄が設けられている。

### 重大な副作用
- 骨髄抑制：白血球数減少（99.2％）、好中球数減少（97.8％）、赤血球数減少（92.2％）、ヘモグロビン減少（92.3％）、血小板数減少（85.4％）、発熱性好中球減少症（12.8％）、汎血球減少症（1.3％）など
- 消化管出血（下血も含む：1.2％）
- 間質性肺炎（2.5％）
- 肺塞栓症、深部静脈血栓症（頻度不明）

## 参考資料
1. ↑  “Mechanism-based models for topotecan-induced neutropenia”. Clinical Pharmacology and Therapeutics 76 (6):  567–78. (December 2004). doi:10.1016/j.clpt.2004.08.008. PMID 15592328.
2. ↑  “Effect of ABCG2 genotype and mRNA expression on the bioavailability of topotecan”. Journal of Clinical Oncology 22 (14 suppl):  2015. (July 2004). doi:10.1200/jco.2004.22.90140.2015. PMID 28015603.
3. 1 2 3  “ハイカムチン注射用1.1mg 添付文書”.   日本医薬情報センター. 2021年4月22日閲覧。
4. 1 2  “ハイカムチン注射用1.1mg インタビューフォーム”.   PMDA. 2021年4月22日閲覧。
5. ↑  “FDA approves topotecan hydrochloride (hycamtin) in combination with cisplatin for the treatment of Stage IVB recurrent or persistent carcinoma of the cervix”. FDA/Center for Drug Evaluation and Research. 2008年11月7日時点のオリジナルよりアーカイブ。2009年2月7日閲覧。
6. ↑  “Oral Topotecan FDA Approved in US for Second Line SCLC”. Onc Talk. 2009年6月26日時点のオリジナルよりアーカイブ。2009年2月7日閲覧。
7. ↑  “GSK Receives Approval for Hycamtin (topotecan) Capsules for theTreatment of Relapsed Small Cell Lung Cancer”. 2021年4月22日閲覧。
8. ↑  “Recent developments in the clinical activity of topoisomerase-1 inhibitors”. Update on Cancer Therapeutics 1 (2):  117–145. (2006). doi:10.1016/j.uct.2006.05.010.
9. ↑  (Huang et al)
10. 1 2  Beaudet 2011.
11. ↑  “Mutation analysis of UBE3A in Angelman syndrome patients”. American Journal of Human Genetics 62 (6):  1353–60. (June 1998). doi:10.1086/301877. PMC 1377156. PMID 9585605.
12. ↑  (Miller)
13. ↑  “Neurodevelopmental disorders: Unsilencing dormant Ube3a--hope for Angelman syndrome?”. Nature Reviews. Neurology 8 (2):  62. (January 2012). doi:10.1038/nrneurol.2012.2. PMID 22270025.
14. ↑  “Topoisomerase inhibitors unsilence the dormant allele of Ube3a in neurons”. Nature 481 (7380):  185–9. (December 2011). doi:10.1038/nature10726. PMC 3257422. PMID 22190039.
15. ↑  (Aditi and Williams)
16. ↑  “DNA topoisomerases and their poisoning by anticancer and antibacterial drugs”. Chemistry & Biology 17 (5):  421–33. (May 2010). doi:10.1016/j.chembiol.2010.04.012. PMC 7316379. PMID 20534341.
17. 1 2 3  Cordell, Geoffrey, ed (2003). The Alkaloids: Chemistry and Biology. California: Academic Press. pp. 1–50. ISBN 978-0080521497
18. 1 2 3 4  “Topoisomerase I inhibitors: camptothecins and beyond”. Nature Reviews. Cancer 6 (10):  789–802. (October 2006). doi:10.1038/nrc1977. PMID 16990856.
19. ↑  “The mechanism of topoisomerase I poisoning by a camptothecin analog”. Proceedings of the National Academy of Sciences of the United States of America 99 (24):  15387–92. (November 2002). Bibcode: 2002PNAS...9915387S. doi:10.1073/pnas.242259599. PMC 137726. PMID 12426403.
20. ↑  “Induction of a common pathway of apoptosis by staurosporine”. Experimental Cell Research 211 (2):  314–21. (April 1994). doi:10.1006/excr.1994.1093. PMID 8143779.